# Mauro Santambrogio
Mauro Santambrogio, född 7 oktober 1984 i Erba, är en professionell tävlingscyklist från Italien. Han tävlar för UCI ProTour-stallet Lampre.

## Början
Som amatörcyklist vann Mauro Santambrogio den schweiziska tävlingen Giro del Mendrisiotto 2003.

## Professionell karriär
Mauro Santambrogio blev professionell med LPR-Piacenza inför säsongen 2004 och i april samma år slutade han tvåa på Tour du Lac Léman bakom Dimitrij Konysjev. Året därpå vann italienaren GP Brissago 2005. Han slutade också trea på Giro del Mendrisiotto och på Mediterranean Games linjelopp.
Mauro Santambrogio cyklade under 2006 för Lampre-stallet, men valde att byta stall till Tenax under säsongen 2007. I slutet av juli 2007 valde han att återvända till Lampre och det var med Lampre som resultaten började komma igen. Han slutade trea på Giro della Provincia di Grosseto 2008 bakom Filippo Pozzato och Grega Bole. Han deltog i både Giro d'Italia 2008 och Vuelta a España 2008. På Vuelta a Españas sista etapp slutade Mauro Santambrogio sexa bakom Matti Breschel, Aljaksandr Usau, Davide Viganò, Koldo Fernandez och Greg Van Avermaet.
Under säsongen 2009 tog Mauro Santambrogio en sjunde plats på etapp 6 av Critérium du Dauphiné Libéré bakom Pierrick Fédrigo, Jurgen Van De Walle, Stéphane Goubert, Juan Manuel Garate, Lars Bak och Aljaksandr Kutjynski. Under säsongen deltog han också i Tour de France 2009. Han slutade tvåa på etapp 2 av Volta a Portugal. På etapp 5 och 7 slutade han på tredje plats. Han segrade på Tre Valli Varesine framför Francesco Masciarelli och Aleksandr Botjarov. Han slutade på andra plats på Coppa Agostoni bakom Giovanni Visconti.
Inför säsongen 2010 blev italienaren kontrakterad av BMC Racing, laget tävlade han för fram till säsongen 2013 då han kontrakterades av Vini Fantini-Selle Italia.
Säsongen 2013 vann han en etapp på Giro d'Italia och kom på nionde plats totalt men den 3 juni kom uppgifter om att han lämnat ett positivt dopningsprov på substansen EPO under girots första etapp.